# Cantonul Nantes-10
Cantonul Nantes-10 este un canton din arondismentul Nantes, departamentul Loire-Atlantique, regiunea Pays de la Loire, Franța.

## Comune
- Nantes, het deel ten zuiden van de rivier de Loire
- Saint-Sébastien-sur-Loire